# Лалита-сахасранама

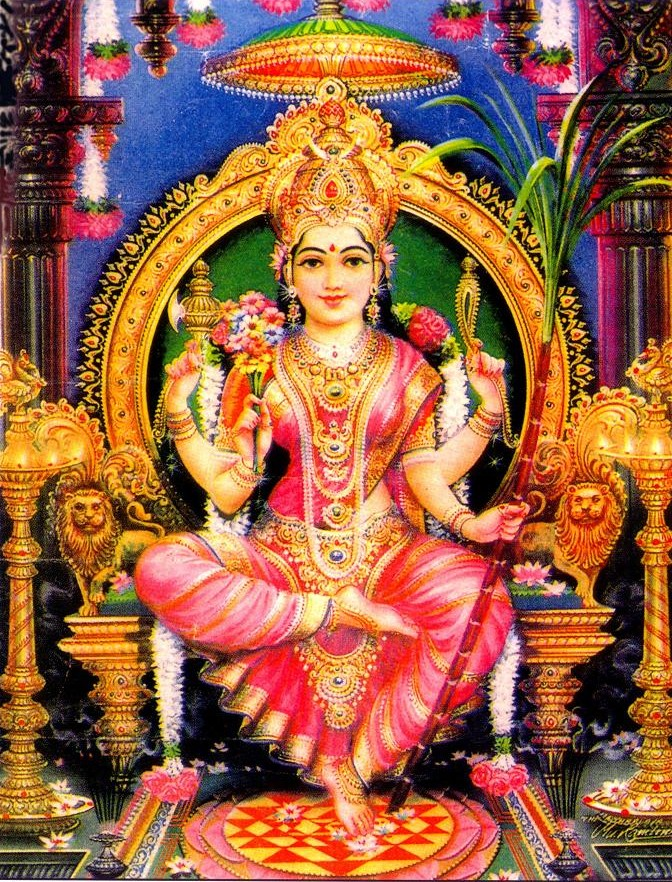
Шри Лалита-Трипурасундари

Шри Лалита-сахасранама-стотра (санскр. श्री लालीता सहस्रनाम स्तोत्रम्, IAST: śrī lalitā sahasranāma stotraṃ — «Тысячеимённое восхваление Играющей [Богини]») — священный индуистский текст, посвящённый одной из популярнейших форм богини Парвати — Лалите. Имя Лалита можно перевести с санскрита как «Та, которая играет» или «Играющая».
Лалита-сахасранама входит в число трёх важнейших текстов шактизма; два других — Деви-махатмья и Саундарья-лахари.
Лалита-сахасранама-стотра-вали отличается от Лалита-сахасранама-стотры только тем, что в её начале читается Лалита-аштакшара-мантра — .. oṃ aiṃ hrīṃ shrīṃ shrīmātre namaḥ ..

## История
Существует только одна версия Лалита-сахасранамы. Она находится в Уттаракханде Брахманда Пураны, в диалоге Хаягривы (аватары Вишну) и риши Агастьи. Эта часть Брахманда Пураны повествует о том, как мудрец Агастья, опечаленный возрастающим воздействием Кали-юги, приходит в г. Канчи и начинает там суровую аскезу с медитацией на Шри Деви и в результате он получил откровение, что должен обратиться за помощью к Вишну в форме Хаягривы. Когда Вишну-Хаягрива приходит к нему, Агастья расспрашивает его о путях спасения, и Хаягрива описывает ему два таких пути. Один, трудный даже для подвижников, состоит в полном отречении от всего и достижении знания о Ниргуна Брахмане, бескачественном аспекте Бога; а второй, доступный любому — состоит в почитании богини-матери как бога, обладающего качествами. Далее Хаягрива подробно рассказывает историю воплощения Лалиты, воплотившейся по просьбе богов для уничтожения асура Бханды, родившегося из пепла Камы. Хаягрива также перечисляет Агастье тысячу священных имен Лалиты, составленных некогда, с позволения самой Лалиты, Вагдеватами (восемью божествами речи: Васини, Kамешвари, Модхини, Вимала, Аруни, Джаяни, Сарвешвари и Каулини) и объясняет, почему в Кали-югу предпочтительнее почитать именно богиню Лалиту:

- В эту эпоху Кали, известную преобладанием греха и плохим выполнением людьми своего долга, нет иной защитной мантры для исправления несовершенств в исполнении дхармы,
- Помимо повторения этой Сахасранамы. Повторение имен Вишну предпочтительнее обычного разговора;
- Одно имя Шивы лучше тысячи имен Вишну; предпочтительней тысячи имен Шивы одно имя Деви.
- Есть миллионы различных тысяч имен Деви, о Кумбха-Самбхава! Из них есть десять тысяч — самые лучшие,
- Из тех десяти тысяч имен эта священная тысяча — наилучшая. Поэтому её следует повторять ежедневно, для предотвращения грехов эпохи Кали.

Уттаракханда, Брахманда-пурана, 3,67-71

Кроме самой Лалита-сахасранамы, Хаягрива передает Агастье и его супруге Лопамудре учение Шри Видьи и практики почитания Шри Деви (которые до этого были доступны только богам), в том числе 15-слоговую Видью-панчадашакшари, дхьяну Лалиты, 300 имён Лалиты (Лалита-тришати) и разъясняет сокровенный смысл Шри Чакры.
В 1728 году Бхаскарарайя Макхин написал Lalitā-sahasranāma-bhāsya.

## Ритуальное использование
Лалита-сахасранама является одной из самых популярнейших стотр индуизма, особенно среди шактов. Её читают как при ежедневной пудже в храмах перед мурти Лалиты, так и во время крупных шактистских праздников; перед домашними алтарями и просто повторяют как молитву. Например, в ашраме Нейяр Дхам в Керале (школа Свами Шивананды), каждый вечер в специальном небольшом храме Лалиты, построенном по указанию основателя ашрама Свами Вишнудевананды, проводится пуджа и рецитация Лалита-сахасранамы.
Перед чтением Лалита-сахасранамы обязательно читается Шри Лалита-сахасранама-дхьяна-стотра:

Шри Лалита Сахасранама дхьяна стотра
Я медитирую на Тебя, Треокую, омывающую Вселенную своим алым сиянием, цветом подобным синдуру. На Тебе украшенная диадема и полумесяц чудно сияет на твоих волосах. Я созерцаю Тебя, Чья милая улыбка являет дар Твоей доступности для любящих Тебя, Твоя высокая грудь излучает молоко материнской Любви. В руке Твоей чаша полная мёдом Вечности, в другой гибискус, символизирующий радость, пчёлы вьются вокруг него. Стопы Твои покоятся на сосуде полном драгоценностями.
О Мать Бхавани! Да буду я медитировать на Тебя златотелую, прекрасную. На лучезарном лике Твоём глаза подобны лотосным лепесткам, ты восседаешь на лотосе и держишь золотой лотос. В желтые одежды Ты облачена, о как прекрасна Ты в своих изящных украшениях! Преданные поклоняются Тебе, всегда дарующий прибежище.
Ты Сама Шри Видья, Ты воплощенная безмятежность. Все боги почитают Тебя, о Подательница процветания! О, Всевышняя Мать! Позволь мне погрузиться в алую зарю Твоего сияния и пережить тождество с Тобой в то время, когда я буду воспевать Твоё Имя. Да просветит мое сознание Твоей подобный красному цветку Образ Великой Красоты.
Да узрею я Тебя украшенную красной гирляндой, умащенную красным сандалом , Чей лоб сияет мускусом. Благоухание Твое пчёл привлекло, о держащая сахарный тростник, стрелы — цветы, петлю и стрекало, улыбающаяся и всеочаровывающая. Позволь мне осознать Единство с Тобой, окружённой золотыми лучами славы, о Богиня подобная восходящему солнцу!
Перевел Вишванатх.
Оригинальный текст (санскрит).. shrii lalitaa sahasra naama dhyaanam stotram.h ..
sinduuraaruNa vigrahaaM trinayanaaM maaNikyamauli sphurat.h taaraa naayaka shekharaaM smitamukhii maapiina vakshoruhaam.h .
paaNibhyaamalipuurNa ratna chashhakaM raktotpalaM bibhratiiM saumyaaM ratna ghaTastha raktacharaNaaM dhyaayet paraamambikaam.h .. 1..
aruNAM karuNA taraN^gitaakshiiM dhR^ita pAshaaN^kusha pushhpa baaNachaapaam.h .
aNimaadibhi raavR^itaaM mayuukhairahamityeva vibhaavaye bhavaaniim.h .. 2..
dhyaayet.h padmaasanasthAM vikasitavadanAM padmapatraayataakshIM hemAbhAM pItavastrAM karakalitalasaddhemapadmaaM varAN^giim.h .
sarvaalaN^kaara yuktaaM satata mabhayadAM bhaktanamraaM bhavaaniiM shrIvidyAM shaanta mUrtiM sakala suranutAM sarva sampatpradAtrIm.h .. 3..
sakuN^kuma vilepanaamalikachumbi kastuurikaaM samanda hasitekshaNaaM sashara chaapa paashaaN^kushaam.h .
asheshhajana mohiniiM aruNa maalya bhuushhaambaraaM japaakusuma bhaasuraaM japavidhau smare dambikaam.h .. 4.. 

## Переводы
Текст стотры неоднократно переводился на многие европейские языки и несколько раз издавался в сборниках шактистских гимнов. Первый перевод Лалита-сахасранамы на русский язык был осуществлен и опубликован в 1996 году Петербургским некоммерческим издательством «Дасван». В 2009 году гимн был переведён повторно — в перевод были внесены уточнения, а комментарии существенно дополнены.
В 2012 был сделан перевод на русский с санскрита с учётом комментариев Бхаскарарайи Макхина — перевод доступен в интернете.